# Daisyworld
Daisyworld (Engels voor 'madeliefjeswereld' of 'wereld van de margriet') is een model van een hypothetische wereld, die (net als de aarde) rond een ster als de zon draait en waarvan (net als de aarde) de temperatuur zonder biosfeer gestaag toeneemt, maar met organismen gaat deze bij een verstoring door een negatieve terugkoppeling terug naar haar evenwichtstoestand. Het model werd bedacht door James Lovelock en Andrew Watson die in 1983 aan de hand van een computersimulatie van dit model de correctheid van de Gaia-hypothese wilden aantonen. 
Op de planeet komen verschillend gekleurde madeliefjes (of margrieten) voor: de donkere groeien beter in de kou en de lichtere bereiken bij warmte hun optimale groei-omstandigheden. De donkere absorberen meer zonlicht, waardoor hun onmiddellijke omgeving warmer wordt. De witte reflecteren meer, waardoor ze voor afkoeling zorgen. Het percentage gereflecteerd zonlicht wordt de albedo genoemd.
De simulatie laat zien dat de madeliefjes binnen hun fysiologische grenzen het klimaat van de planeet matigen - de donkere absorberen het zonlicht en zorgen voor opwarming zodat de witte gaan bloeien en de witte, die het zonlicht weerkaatsen, zorgen voor afkoeling zodat de zwarte weer gaan bloeien. Op deze manier schommelt de temperatuur van de madeliefjeswereld voortdurend om een evenwichtswaarde heen.
Dit model vertoont overeenkomsten met de eveneens door Lovelock geproponeerde CLAW-hypothese, waarin fytoplankton door middel van productie van aerosols, het albedo van de planeet Aarde doet toenemen. Ondanks dat er veel kritiek kwam op deze hypothese, wordt er nog steeds onderzoek naar gedaan.